# Стюарт, Джон, граф Каррик
Джон Стюарт, 1-й и последний граф Каррик, лорд Кинклейвен (англ. John Stewart, Earl of Carrick, Lord Kinclaven; умер около 1645 года) — шотландский дворянин, третий сын Роберта Стюарта, 1-го графа Оркнейского, внебрачного сына короля Шотландии Якова V.

## Происхождение
Его отец Роберт Стюарт родился в 1533 году как незаконнорожденный ребёнок короля Шотландии Якова V и его любовницы Эфимии Элфинстоун. Роберт в 1581 году был сделан 1-м графом Оркнейским и лордом Шетланда своим сводным племянником, королем Шотландии Яковом VI. Он женился на леди Джин Кеннеди, старшей дочери графа Кассилиса, и от неё родил пятерых сыновей и четырёх дочерей, в дополнение к десяти бастардам, которых он зачал. Его старший сын Генри умер до 1590 года, то есть после его смерти в 1593 году ему наследовал титул графа Оркнейского его второй сын Патрик Стюарт, человек, печально известный своей безбожной и тиранической натурой.
В 1593 году Джон Стюарт вместе со своими братьями Джеймсом и Уильямом были обвинены в сговоре с «волшебницей» Маргарет Бальфур с целью отравить своего старшего брата Патрика, 2-го графа Оркнейского. Маргарет была казнена вместе со слугой Джона Томасом Паплой, но оба оставили показания, отказавшись от своих показаний на том основании, что они были добыты с помощью пыток, что означало, что судебное преследование братьев провалилось, и они были оправданы. Граф Патрик был арестован и казнен за государственную измену в 1615 году, а его родовые владения на Оркнейских островах перешли к Джону.
Джон Стюарт был известен как «мастер Оркнейских островов». 6 августа 1600 года он поехал с Джеймсом Сэндилендсом в замок Дирлетон, чтобы арестовать Уильяма и Патрика Рутвена, братьев графа Гоури, но они бежали, будучи предупреждены человеком по имени Кеннеди.

## Союз корон
Джон Стюарт приехал в Лондон в 1603 году в свите шотландского короля Якова VI. Леди Энн Клиффорд писала, что в июле 1603 года «теперь хозяин Оркни и лорд Таллибардин были очень влюблены в миссис Кэри и приехали туда [в Норбери, где они были изолированы из-за болезни], чтобы увидеть нас с Джорджем Мюрреем в их компании, который был одной из спален короля». Мастер Грей написал в августе 1605 года, что его сын, который был во Франции, придет в суд со своим дядей, мастером Оркнейских островов.
Вскоре Джон Стюарт связался с вдовой Элизабет Говард, «госпожой Саутвелл». После того, как она вышла за него замуж, в письме 1605 года графу Солсбери она называет своего мужа братом «мастером Оркни» . В ноябре 1604 года он боролся с Томасом Сомерсетом, сыном графа Вустера в Балунском дворе во дворце Уайтхолл. Он был заключен в свою камеру, а Сомерсет был отправлен во Флитскую тюрьму.
Король Англии и Шотландии Яков Стюарт удостоил его титула лорда Кинклевена 10 августа 1607 года. Король убеждал графа Мар, казначея Шотландии, выплатить пенсию в июле 1622 года, «поскольку он вряд ли может жить без неё». В 1623 году Джон Стюарт поссорился с Джорджем Хэем, будущим графом Кинноуллом, из-за их деловых предприятий на Оркнейских островах. В 1628 году преемник Якова I Карл I пожаловал ему старинный и престижный титул  1-го графа Каррика. Обоснованность последнего титула была поставлена под сомнение, поскольку оно противоречило графству Каррика, принадлежавшему наследнику престола. Эта трудность была разрешена, когда было указано, что титулы относятся к разным местам: королевское графство к Каррику в Эйршире и лордство Кинклевен к землям Каррика на острове Идей на Оркнейских островах.
Граф Каррик был хорошим предпринимателем, основав на острове Идей такие предприятия, как соляные заводы и пивоварни. В 1619 году он получил лицензию на изготовление и продажу новых видов глиняных сосудов и курительных трубок, а в 1630 году он был назначен комиссаром рыболовства. Он присутствовал на похоронах Якова VI в Лондоне, от которого получил пенсию в размере трех тысяч шотландских фунтов «за оказанные услуги». Граф Каррик скончался где-то между 1639 годом, когда он зарегистрирован как подписавший Национальный ковенант, и 1649 годом, когда в грамоте, выданной его братом, он упоминается как умерший.

## Семья
Мастер Оркни был помолвлен или женат на Маргарет Стюарт, дочери Джеймса Стюарта, 1-го лорда Дуна (1529—1590), но вскоре после этого она умерла. Он женился в Челси в 1604 году на леди Элизабет Говард (1564—1646), дочери Чарльза Говарда, 1-го графа Ноттингема, и вдове сэра Роберта Саутвелла (1563—1598) из Вудрисинга. У них был один ребёнок, леди Маргарет Стюарт, которая вышла замуж за сэра Джона Меннеса и стала прародительница лордов Уиллоби де Брок.
У Каррика также было двое внебрачных детей: сын Генри Стюарт, который получил от своего отца грамоту на некоторые земли на Эдее, и дочь (имя неизвестно), которая вышла замуж за Уильяма Крейги из Гейрсея. Поскольку у него не было законного сына, графство Каррик и лордство Кинклевен угасли после его смерти, хотя на них мог претендовать один из его братьев или племянников.